# Osada Młyńska (Waśniów)
Osada Młyńska – część wsi Waśniów w Polsce, położona w województwie świętokrzyskim, w powiecie ostrowieckim, w gminie Waśniów.
W latach 1975—1998 Osada Młyńska administracyjnie należała do województwa kieleckiego.